# Marcelo Romo
Marcelo Romo (Santiago de Chile, 1941. április 23. – 2018. január 23.) chilei színész.

## Filmjei

### Mozifilmek
- A Sakál (El Chacal de Nahueltoro) (1969)
- Los testigos (1971)
- Voto + fusil (1971)
- Les soleils de l'Ile de Pâques (1972)
- Metamorfosis del jefe de la policía política (1973)
- Az imádság már nem elég (Ya no basta con rezar) (1973)
- Queridos compañeros (1977)
- Canaguaro (1981)
- La máxima felicidad (1982)
- Los Náufragos (1994)

### Tv-sorozatok
- Don Camilo (1969, három epizódban)
- Martín Rivas (1970)
- Cuartetos para instrumentos de muerte (1970, három epizódban)
- Emilia (1979, három epizódban)
- ITV Playhouse (1981, egy epizódban)
- Querida mamá (1982, egy epizódban)
- Eclipse (1984)
- La dama de rosa (1986, egy epizódban)
- Mi amada Beatriz (1987, három epizódban)
- Rubí rebelde (1989, három epizódban)
- Mundo de fieras (1991, három epizódban)
- Cara sucia (1992, három epizódban)
- Ámame (1993, egy epizódban)
- Rompecorazon (1994, három epizódban)
- Rojo y miel (1994, három epizódban)
- Juegos de fuego (1995, három epizódban)
- Estúpido Cupido (1995, egy epizódban)
- Oro verde (1997, három epizódban)
- Sucupira: La Comedia (1998, négy epizódban)
- Borrón y cuenta nueva (1998, három epizódban)
- La fiera (1999)
- Aquelarre (1999)
- Santoladrón (2000, három epizódban)
- Amores de Mercado (2001)
- Purasangre (2002, négy epizódban)
- Pecadores (2003, 55 epizódban)